# Igor Novikov
Igor Dmitrievici Novikov (n. 10 noiembrie 1935, Moscova, RSFS Rusă, URSS) este un specialist în teoria relativității, astrofizician, cosmolog din Rusia și Danemarca, membru corespondent al Academiei de Științe din Rusia.

## Biografie
A fost membru ULCT  (1949-1963). A absolvit secția de astronomie a facultății de mecanică și matematică a Universității Lomonosov din Moscova în anul 1959, în anii 1959-1962 a fost doctorand la Institutul astronomic Șternberg al Universității din Moscova. A fost timp de un an secretar științific al acestui institut, iar în anul 1963 a susținut teza de doctor cu denumirea "Câmpuri gravitaționale sferice în teoria relativității generale".
Este angajat la Institutul de matematică aplicată al Academiei de științe din URSS, unde peste un an urma să-l întâlnească pe academicianul Yacov Zel'dovici, proaspăt eliberat de la complexul militar sovietic din Sarov. Deși a dorit să intre în PCUS nu a fost acceptat. A început o colaborare fructuoasă de interes comun în domeniul relativității generale, a astrofizicii și cosmologiei, care în acei ani avea o dezvoltare foarte ascendentă. Printre subiectele de interes comun erau quasarii,originea galaxiilor,  radiația undelor gravitaționale, modele de Univers închis și semideschis, colapsul gravitațional și găurile negre, asimetria de sarcină în Univers. 
În anul 1971 apare monografia "Teoria gravitației și evoluția stelelor", care explică evoluția stelelor prin procesele fizice, care au loc în interiorul stelelor și nu prin acțiunea forțelor supranaturale, a lui Dumnezeu. În următoarea carte "Structura și evoluția Universului" (1975) acești autori arată cum a apărut Universul în urma unei gigantice explozii, cum a evoluat de la o stare extrem de densă, singulară, la stadiul când materia a putut să se coaguleze în fluctuații de densitate, care s-au transformat ulterior în galaxii. Ulterior în interiorul galaxiilor au apărut stele, în urma colapsului gravitațional al norilor de hidrogen, pentru ca mai apoi în unele sisteme stelare să apară planete, inclusiv locuibile. 
În anul 1970 a susținut teza de doctor habilitat cu tema "Stadii timpurii ale expansiunii cosmologice". Între 1974 și 1985 era șef al sectorului de astrofizică relativistă la Institutul de cercetări cosmice al Academiei de Științe din URSS. Conducător de secție era membru-corespondent al AȘ din URSS Iosif Șklovskii. După decesul lui Șklovskii, în anul 1985 Novikov părăsește Institutul de cercetări cosmice și se angajează la  Institutul de fizică al Academiei de Științe din URSS. 
Între 1994 și 2001 este director al Centrului de astrofizică relativistă a Universității din Copenhaga, unde lucrează din  anul 1991. În anul 2001 a revenit în Rusia unde a devenit director-adjunct pentru știință al centrului Astrospațial al Institutului de fizică al Academiei de Științe din Rusia Nikolai Cardașov. 
A participat la planificarea și elaborarea experimentală a câtorva proiecte importante pentru astrofizică- proiectul"Radioastron", care viza studierea centrului galaxiei noastre Calea Lactee, a proiectului Planck, care era consacrat studierii radiației relict (a radiației de corp negru, de la stadiile inițiale ale evoluției Universului), precum și la  studierea datelor obținute în cadrul priectului WMAP, elaborat de NASA, care viza aceeași radiație relict (radiația cosmică de fond, cu spectrul corpului negru). 
Este membru - corespondent al Academiei de științe din Rusia din anul 2000. Membru al Societății regale de astronomie  din Marea Britanie din  1998, Președinte al Comisiei IAU "Cosmologia" din 1976-1979. Decorat cu medalia Eddington în anul 2007, și cu premiul Alexandru Friedmann în anul 2014.

## Alte preocupări științifice
A studiat în colaborare cu Kip Thorne posibiltatea călătoriilor cu o mașină a timpului.

## Publicații
- 1967 Astrofizica relativistă (în colab. cu Iacov Zeldovici), Moscova, Nauka,
- 1975 Construcția și evoluția Universului(în colab. cu Iacov Zeldovici), Moscova, Nauka, 1975- o revizie ameliorată a cărții din 1967.
- 1986, Fizica găurilor negre, Moscova, Nauka (în colaborare cu Valeri Frolov) (a apărut și în engleză: Springer, 1988)
- 1983, Evoluția Universului, Moscova, Ed. Nauka
- 1986 Energetica găurilor negre, Moscova, Ed. Znanie, 1986
- 1988, Cum  a exploadat Universul, Moscova, 1988

- toate în rusă
- 1990, Incotro curge râul timpului? (a apărut în engleză (1998) și în italiană (2006)

## Despre
- I.G. Kolcinskii, A. Korsun', M.G. Rodrigez, Astronomî, Biobibibliograficeskii spravocinik, Kiev, Naukova, Dumka, 1986